# Bank of the Philippine Islands
De Bank of the Philippine Islands of BPI is de oudste nog bestaande bank van de Filipijnen. BPI is de derde bank van het land qua activa en de grootste als de marktkapitalisatie in ogenschouw wordt genomen. De Bank of the Philippine Islands heeft een netwerk van 830 vestigingen verspreid over de hele archipel en heeft daarmee het grootste netwerk van het land. De eigenaar van BPI is de Ayala Corporation, een van de grootste bedrijven van de Filipijnen.
De bank ontving diverse prijzen van verscheidene financiële tijdschriften, zoals Euromoney en de Far Eastern Economic Review. In 2005 werd de bank uitgeroepen tot de beste consumentenbank van de Filipijnen.